# サンクト・クリストフ・アム・アールベルク

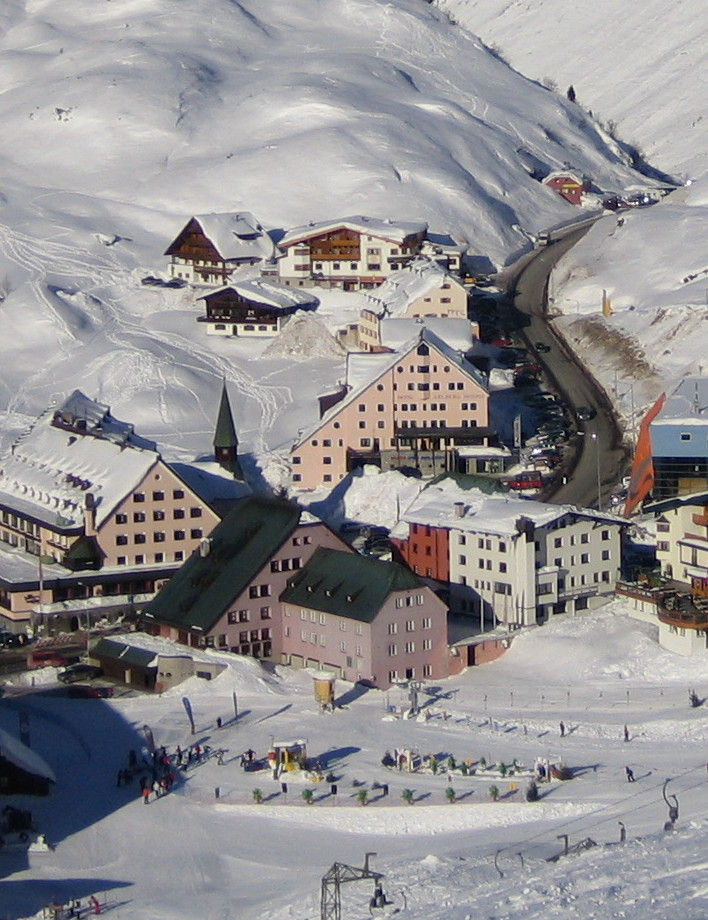

サンクト・クリストフ・アム・アールベルク（St. Christoph am Arlberg）は、オーストリア・チロル州にあるサンクト・アントン・アム・アールベルク村内の一地区である。チロル州とフォアアールベルク州の境目にあるアールベルク峠で最も観光客の宿泊数が多い地区の一つであり、主にウィンタースポーツのメッカとして知られている。標高1800ｍにあるこの村はオーストリアのみならず、東アルプスで最も高い位置に存在している村の一つである。
ちなみにオーストリア政府観光局やオーストリア大使館では「アールベルク峠にある」という意味を持つ「アム・アールベルク」（am Arlberg）は略され、「サンクト・クリストフ」と紹介されている。
この村には1928年に設立され、オーストリア・スキー協会（ÖSV）によって運営されているオーストリア最高峰のスキー選手及び教師育成機関である「ブンデス・スキーアカデミー」（Bundes Ski Akademie、旧名称はブンデススポーツハイムBundessportheim）があり、日本も含め各国から留学生が訪れている。日本職業スキー教師協会の会長を含め、幹部の多くはこの「ブンデス・スキーアカデミー」の卒業生である。
サンクト・クリストフはアルペンスキー全体のみならず、オーストリアでのスキー科学や教育学、運動生理学など様々な分野での発達において重要な役割を果たしてきた。1927年よりこの地にてオーストリア・スキー教師国家試験制度制定が実施され、「ブンデス・スキーアカデミー」の総責任者でもあったシュテファン・クルッケンハウザー教授やフランツ・ホッピヒラー教授は様々な論文や著書を発表し、それらの翻訳版が日本を含む世界各国で出版されたことから、世界をリードするアルペンスキー王国としてのオーストリアの地位を更に堅いものにした。またヘルマン・マイヤーなど世界トップレベルのスキー選手が育成されたり、集中的なトレーニングを積んだりしている。
また、ハインリッヒ・フィンデルキンドが14世紀にサンクト・クリストフの地に建てた「ホスピッツ」（Hospiz）も有名である。この「ホスピッツ」は中世時代から何百年に渡ってアールベルク峠を越えようとする旅人に安全な宿泊施設として機能し、特に荒天候の場合には旅人に食事も提供していた。オーストリアからスイスへ向かうルートの中で最も利用されていたのがこのアールベルク峠を経由するルートであったため、ローマ教皇を含め多くの著名人も中世時代にこの峠を越え、サンクト・クリストフの「ホスピッツ」で食事や滞在をしている。
20世紀中頃からサンクト・クリストフはアルペンスキーのメッカとして栄えるようになり、インスブルック大学のアルペンスキーに関連する講義などもこの地で行われるようになった。1950年代から高級ホテルなども建てられるようになり、今日では数軒の高級ホテルや家族運営のガストホーフが存在するオーストリアを代表するウィンターリゾート地でもある。中でも最も有名なホテルは、ヨーロッパの王家もスキー休暇で滞在するアールベルク・ホスピッツ・ホテルである。
また、1970年代からは国際的にも夏のハイキングのメッカとして知られるようになり、現在ではサンクト・クリストフからサンクト・アントンやレッヒへ向かうハイキングルートのみならず、周辺の山小屋で宿泊をする数多くのトレッキングルートも世界中から集まる観光客によって利用されている。